# Qualificazioni al campionato europeo maschile di calcio 1992 - Gruppo 1

## Classifica
| Squadra        | P.ti | G | V | P | S | RF | RS | DR  |
| -------------- | ---- | - | - | - | - | -- | -- | --- |
| Francia        | 16   | 8 | 8 | 0 | 0 | 20 | 6  | +14 |
| Cecoslovacchia | 10   | 8 | 5 | 0 | 3 | 12 | 9  | +3  |
| Spagna         | 6    | 7 | 3 | 0 | 4 | 17 | 12 | +5  |
| Islanda        | 4    | 8 | 2 | 0 | 6 | 7  | 10 | -3  |
| Albania        | 2    | 7 | 1 | 0 | 6 | 2  | 21 | -19 |

## Risultati
| Arbitro: | Frederick McKnight |

|                               |           |  |
| Gudjohnsen 41’ Edvaldsson 82’ | Marcatori |  |

| Arbitro: | David Syme |

|                |           |                       |
| Edvaldsson 85’ | Marcatori | 12’ Papin 74’ Cantona |

| Arbitro: | Todor Kolev |

|           |           |  |
| Daněk 43’ | Marcatori |  |

| Arbitro: | Victor Mintoff |

|                          |           |             |
| Butragueño 44’ Muñoz 63’ | Marcatori | 66’ Jónsson |

| Arbitro: | George Courtney |

|                |           |              |
| Papin 60’, 83’ | Marcatori | 89’ Skuhravý |

| Arbitro: | Karl-Heinz Tritschler |

|                             |           |                       |
| Daněk 16’, 67’ Moravčík 77’ | Marcatori | 30’ Roberto 54’ Muñoz |

| Arbitro: | Bruno Galler |

|  |           |          |
|  | Marcatori | 25’ Boli |

| Arbitro: | Alphonse Costantin |

|                                                                             |           |  |
| Amor 21’ Muñoz 24’, 65’ Butragueño 31’, 57’, 68’, 88’ Hierro 40’ Bakero 76’ | Marcatori |  |

| Arbitro: | Tullio Lanese |

|                                |           |            |
| Sauzée 14’ Papin 58’ Blanc 76’ | Marcatori | 10’ Bakero |

| Arbitro: | Einar Halle |

|                                                        |           |  |
| Sauzée 1’, 9’ Papin 33’ (rig.), 42’ Zmijani 81’ (aut.) | Marcatori |  |

| Arbitro: | Carlo Longhi |

|  |           |                    |
|  | Marcatori | 25’ Kubík 66’ Kuka |

| Arbitro: | Sándor Varga |

|           |           |  |
| Abazi 65’ | Marcatori |  |

| Arbitro: | John Spillane |

|  |           |           |
|  | Marcatori | 15’ Hašek |

| Arbitro: | Peter Mikkelsen |

|             |           |                |
| Němeček 19’ | Marcatori | 53’, 89’ Papin |

| Arbitro: | Cornelius Bakker |

|                              |           |  |
| Örlygsson 71’ Sverrisson 79’ | Marcatori |  |

| Arbitro: | Hubert Forstinger |

|              |           |                         |
| Abelardo 33’ | Marcatori | 12’ Fernández 15’ Papin |

| Arbitro: | Michal Listkiewicz |

|                    |           |             |
| Kuka 35’ Lancz 39’ | Marcatori | 60’ Zmijani |

| Arbitro: | Kurt Röthlisberger |

|                                |           |             |
| Abelardo 10’ Míchel 78’ (rig.) | Marcatori | 60’ Němeček |

| Arbitro: | Erik Fredriksson |

|                            |           |                |
| Simba 41’ Cantona 59’, 67’ | Marcatori | 70’ Sverrisson |

| Tirana 18 dicembre 1991, ore 14:00 CET | Albania        | n.d. – referto | Spagna | Stadio Qemal Stafa\| Arbitro: \| Roger Philippi \| |
| Arbitro:                               | Roger Philippi |                |        |                                                    |

## Classifica marcatori
9 reti
- Jean-Pierre Papin

5 reti
- Emilio Butragueño

4 reti
- Carlos Muñoz

3 reti
- Václav Daněk

- Éric Cantona

- Franck Sauzée

2 reti
- Pavel Kuka
- Václav Němeček

- Atli Eðvaldsson
- Eyjólfur Sverrisson

- José Mari Bakero
- Abelardo Fernández

1 rete
- Edmond Abazi
- Hysen Zmijani
- Ivan Hašek
- Luboš Kubík
- Ľudovít Lancz
- Ľubomír Moravčík

- Tomáš Skuhravý
- Laurent Blanc
- Basile Boli
- Luis Fernández
- Amara Simba
- Arnór Guðjohnsen

- Sigurður Jónsson
- Þorvaldur Örlygsson
- Guillermo Amor
- Fernando Hierro
- Míchel
- Roberto Fernández

autoreti
- Hysen Zmijani (pro Francia)